# ویلار پروسا
ویلار پروسا (به ایتالیایی: Villar Perosa) یک کومونه در ایتالیا است که در استان تورین واقع شده‌است. ویلار پروسا ۱۱٫۵ کیلومتر مربع مساحت و ۴٬۲۶۳ نفر جمعیت دارد و ۴۸۹ متر بالاتر از سطح دریا واقع شده‌است.